# Hermann Künneth
Hermann Lorenz Künneth (6 juillet 1892 à Neustadt an der Haardt – 7 mai 1975 à Erlangen) est un mathématicien allemand qui a travaillé en topologie algébrique et en géométrie. Il est connu pour le théorème de Künneth.

## Biographie
Fils d'un professeur de lycée, Künneth commença en 1910, à l'université d'Erlangen et celle de Munich, des études de mathématiques, interrompues de 1914 à 1919 par son service militaire dans l'infanterie pendant la Première Guerre mondiale, où il fut blessé deux fois et fait prisonnier par les Britanniques. Il avait passé en 1912 la première partie de son examen d'enseignant, mais ce n'est qu'en 1920 qu'il put passer la seconde.
À Erlangen, il suivit les cours de Ernst Sigismund Fischer, Paul Gordan, Max Noether, Richard Baldus (de) et Erhard Schmidt. À partir de 1920, il enseigna dans l'académie de Bavière, entre autres aux lycées de Kronach et d'Erlangen. Il maintenait ses contacts avec l'université et en 1921, il obtint à Erlangen (où il était assistant) un doctorat, dirigé par Heinrich Tietze. En 1923, il était à la fois assistant à l'université de Berlin et enseignant au collège de Kronach. En 1925, il devint enseignant au Gymnasium Fridericianum (de) d'Erlangen et en 1950, professeur.
En 1942, il passa son habilitation à Erlangen. En parallèle avec son activité dans l'enseignement secondaire, il fut alors Privatdozent. À partir de sa retraite du secondaire en 1957, il fut professeur exceptionnel à Erlangen où, selon les mots de Otto Haupt, il développait une « activité scientifique surprenante et inattendue » pour ses 65 ans. Il reçut en 1964 la Croix fédérale du mérite.

## Œuvre
Künneth est connu pour sa formule en topologie algébrique, qu'il a développée dans sa thèse. Elle permet de calculer les nombres de Betti d'une variété produit. Il l'a complétée plus tard par des formules sur les nombres de torsion. Il a aussi travaillé en géométrie, en partie en collaboration avec Otto Haupt.